# Andrew Marton
Andrew Marton (eigentlich Endre Márton, * 26. Januar 1904 in Budapest; † 7. Januar 1992 in Santa Monica, Kalifornien) war ein ungarisch-amerikanischer Regisseur, Filmproduzent und Filmeditor. Er leitete 39 Filme und Fernsehprogramme, weitere 16 als Regieassistent.

## Leben und Karriere
Nach seinem Schulabschluss im Jahr 1922 wurde Marton von Alfréd Deésy als Assistenzeditor zu Sascha-Film in Wien geholt. Nach ein paar Monaten erlangte er die Aufmerksamkeit von Regisseur Ernst Lubitsch, der ihn überzeugte, in Hollywood sein Glück zu versuchen. 1927 kehrte er nach Europa zurück und arbeitete als leitender Editor der Tobis in Berlin und später als Regieassistent in Wien.
1929 leitete er seinen ersten Spielfilm Two O’Clock in the Morning in Großbritannien. Im Rahmen der von Günter Oskar Dyhrenfurth geleiteten „Internationale Himalaya-Expedition 1934“ führte Marton Regie bei Der Dämon des Himalaya mit Gustav Diessl als Hauptdarsteller und Richard Angst als Kameramann. 1935 drehte er in Budapest seinen einzigen ungarischen Film. Von 1936 bis 1939 arbeitete er in London mit Alexander Korda.
Nach Beginn des Zweiten Weltkriegs ging Marton wieder in die USA, wo er zunächst hauptsächlich für die MGM-Studios arbeitete. 1954 gründete er zusammen mit Iván Törzs, Louis Meyer und László Benedek seine eigene Produktionsfirma, in der er bis Mitte der 1970er arbeitete. Als Second-Unit-Regisseur von William Wyler war er 1959 an wichtiger Stelle für die Wagenrennen-Szene in Ben Hur mitverantwortlich. Seit König Salomons Diamanten im Jahr 1950 drehte Marton immer wieder Filme, die in Afrika spielten, darunter Clarence, der schielende Löwe (1965) und sein letzter Film Gefährliche Abenteuer (1967).
Andrew Marton starb im Alter von 87 Jahren.

## Filmografie (Auswahl)
- 1929: Two O’Clock in the Morning
- 1931: Die Nacht ohne Pause
- 1932: Jonny stiehlt Europa
- 1932: Ein steinreicher Mann
- 1933: Nordpol – Ahoi!
- 1935: Der Dämon des Himalaya (Demon of the Himalayas)
- 1950: König Salomons Diamanten (King Solomon’s Mines)
- 1951: Gefährten des Grauens (The Wild North)
- 1952: Sturm über Tibet (Storm Over Tibet)
- 1952: Des Teufels Erbe (The Devil Makes Three)
- 1954: Grünes Feuer (Green Fire)
- 1954: Treue (Gypsy Colt)
- 1954: Verwegene Landung (Men of the Fighting Lady)
- 1958: Taucherkommando (Underwater Warrior)
- 1960: Es geschah in Athen (It Happened in Athens)
- 1962: Der längste Tag (The Longest Day)
- 1963: Sieben Tage ohne Gnade (The Thin Red Line)
- 1965: Ein Riß in der Welt (Crack in the World)
- 1965: Clarence, der schielende Löwe (Clarence, the Cross-eyed Lion)
- 1966: Unter Wasser rund um die Welt (Around the World Under the Sea)
- 1966: Mr. Bird geht in die Luft (Birds Do It)
- 1967: Gefährliche Abenteuer (Africa – Texas style)